# Myrmecophila (botanica)
Myrmecophila Rolfe, 1917 è un genere di piante della famiglia Orchidaceae, diffuso in America centrale.

## Descrizione

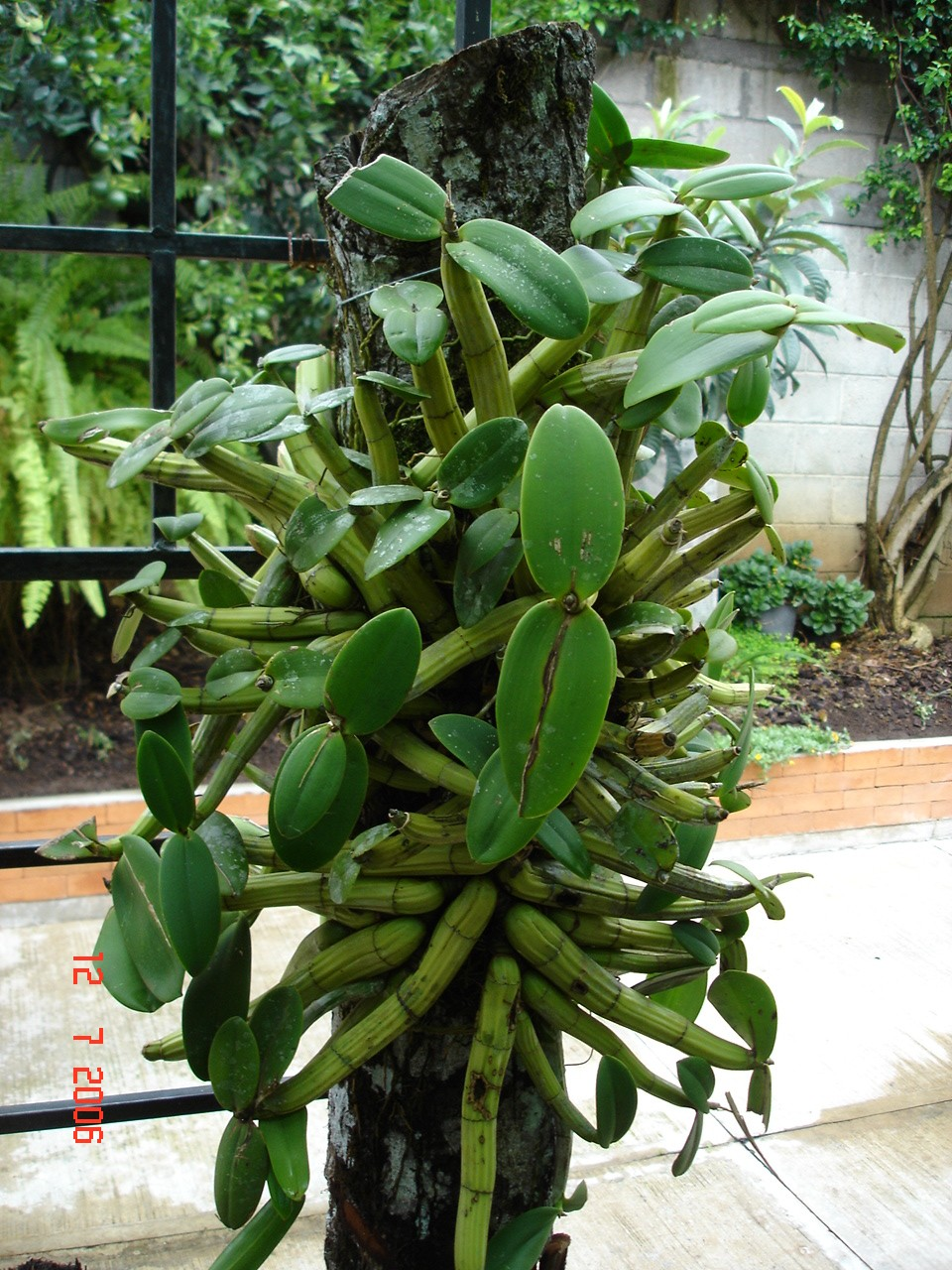
Foglie e pseudobulbi di Myrmecophila sp.

Il genere comprende specie sia epifite che litofite, dotate di grandi pseudobulbi cavi, solcati, conico-cilindrici, lunghi sino a 45 cm.
 
Le foglie, ellittico-ovate, sono coriacee e resistenti, disposte all'apice degli pseudobulbi.

I fiori, di colore dal bianco al giallo, dal rosa al porpora, fragranti, sono raggruppati in infiorescenze apicali erette, lunghe anche più di 4 m.

## Biologia
Il nome del genere è un chiaro riferimento al rapporto mutualistico che queste piante contraggono con comunità di formiche (mirmecofilia), usualmente ospitate all'interno di cavità ricavate all'interno degli pseudobulbi. Le formiche si nutrono del nettare della pianta e in cambio forniscono alla pianta sostanze nutritive, sotto forma di formiche e altri insetti morti, semi, residui vegetali e inorganici, che vengono stipati all'interno degli pseudobulbi.

Tra le specie di formiche associate con le Myrmecophila vi sono  Camponotus spp. (C. planatus, C. abdominalis, C. rectangularis), Brachymyrmex ssp., Crematogaster spp., Monomorium ebenium, Paratrechina longicornis, Zacryptocerus maculatus e Ectatomma tuberculatum.

## Tassonomia
Il genere comprende le seguenti specie:
- Myrmecophila brysiana (Lem.) G.C.Kenn., 1979
- Myrmecophila christinae Carnevali & Gómez-Juárez, 2001
- Myrmecophila exaltata (Kraenzl.) G.C. Kenn., 1979
- Myrmecophila galeottiana (A.Rich.) Rolfe, 1917
- Myrmecophila grandiflora (Lindl.)  Carnevali, J.L.Tapia & I.Ramírez, 2001
- Myrmecophila humboldtii (Rchb.f.) Rolfe, 1917
- Myrmecophila thomsoniana (Rchb.f.) Rolfe, 1917
- Myrmecophila tibicinis (Bateman ex Lindl.) Rolfe, 1917
- Myrmecophila wendlandii (Rchb.f.) G.C.Kenn., 1979

Alcune di esse in passato erano attribuite al genere Schomburgkia e furono segregate in Myrmecophila da Robert Allen Rolfe nel 1917.

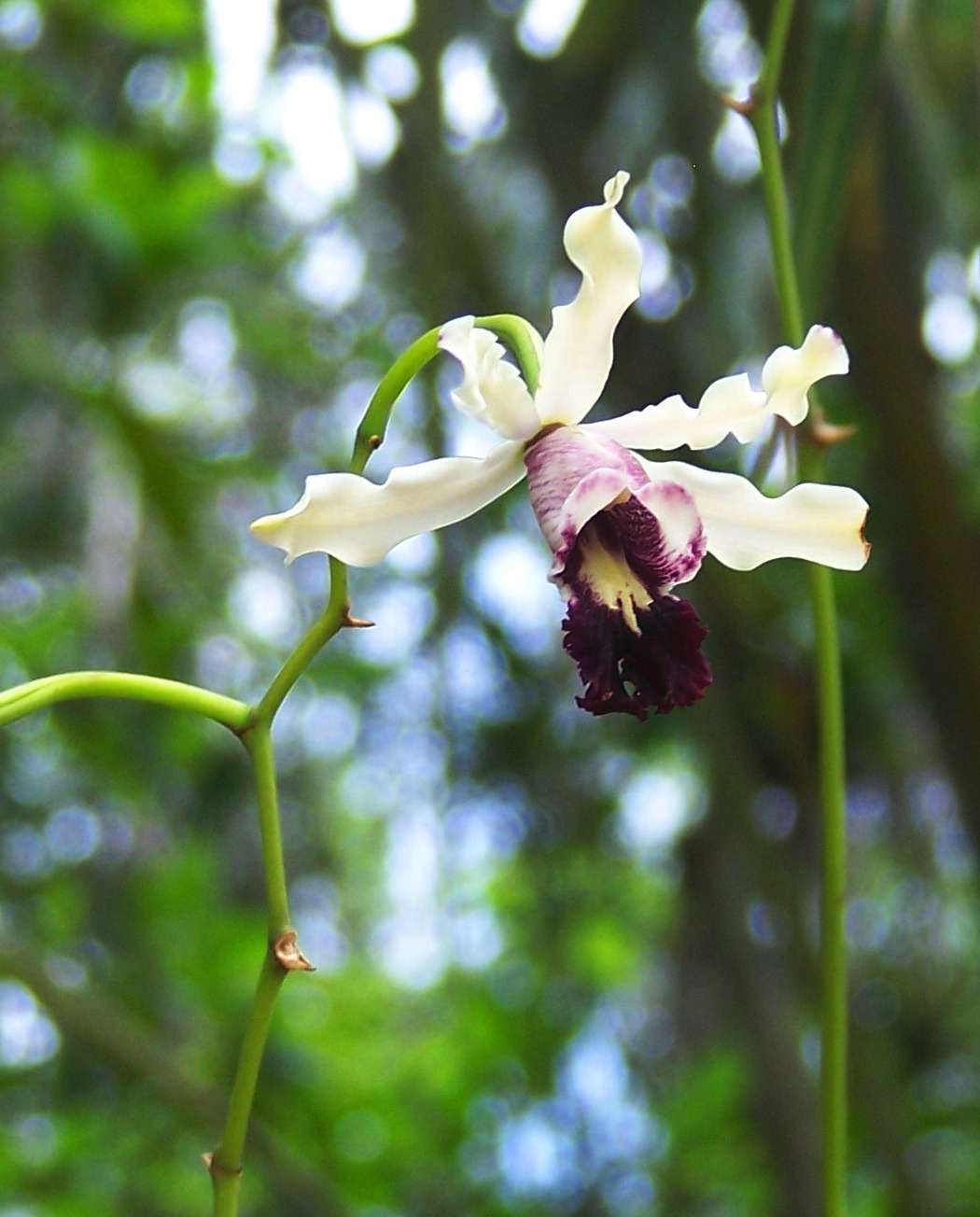
Myrmecophila albopurpurea
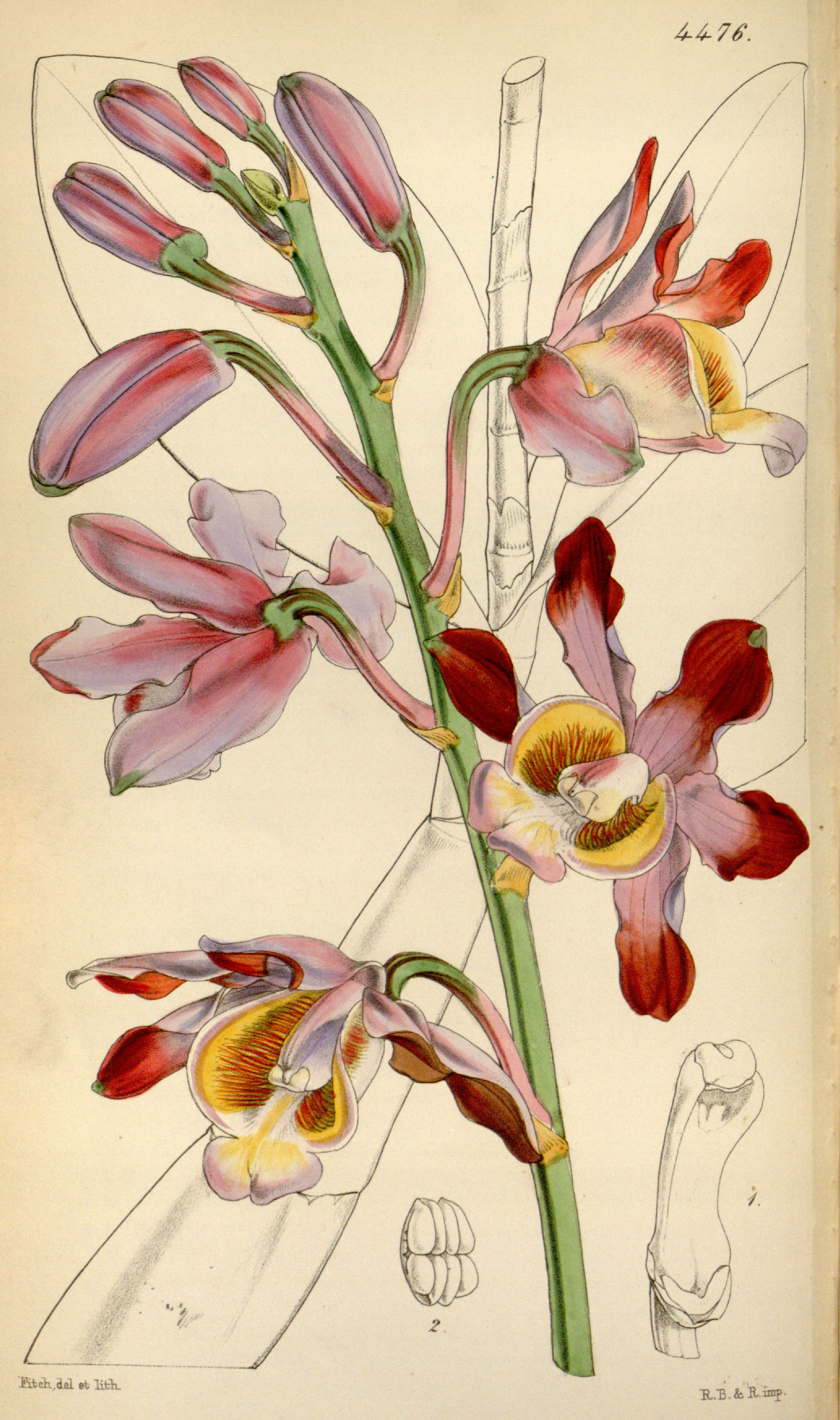
Myrmecophila grandiflora
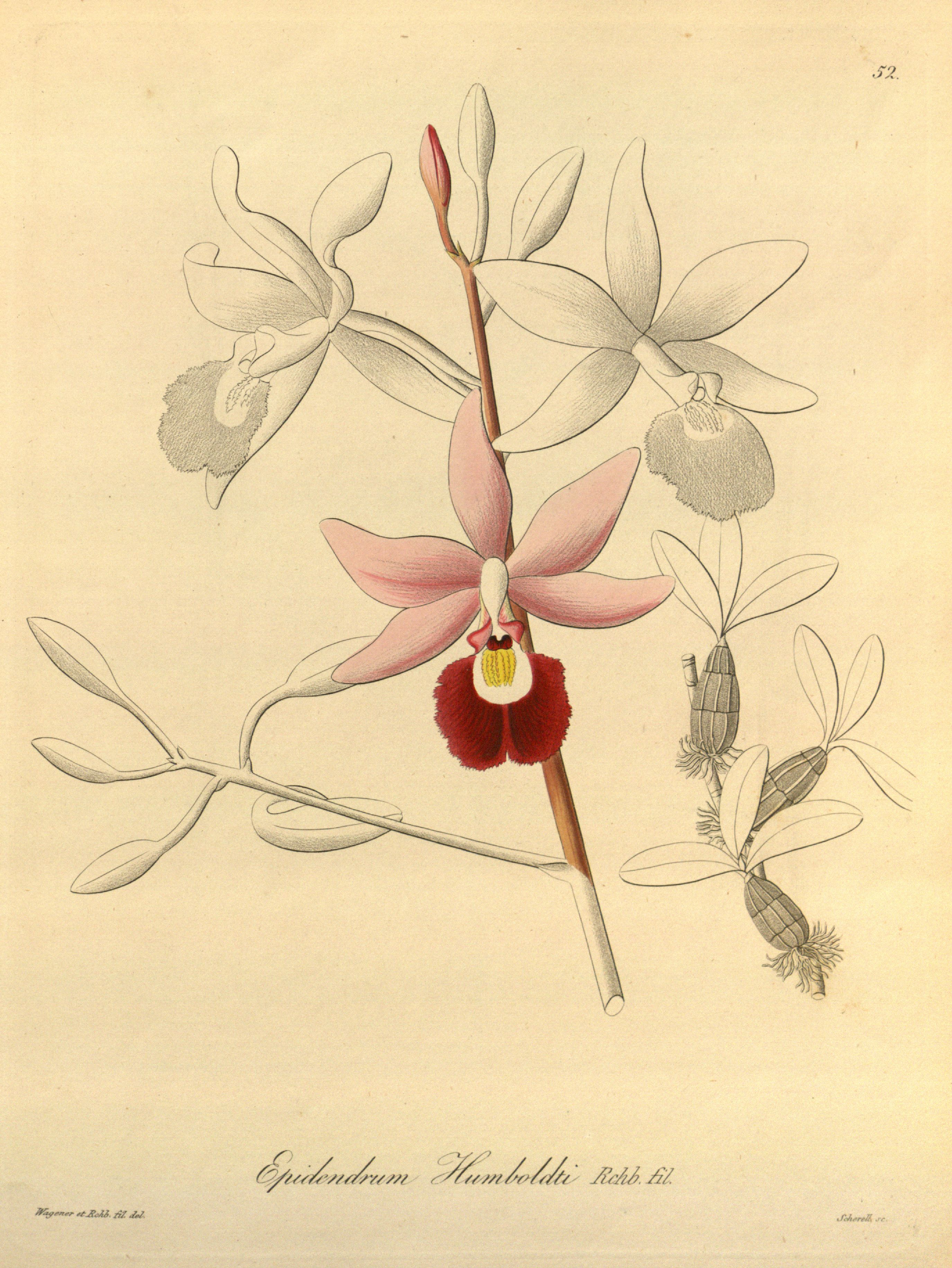
Myrmecophila humboldtii
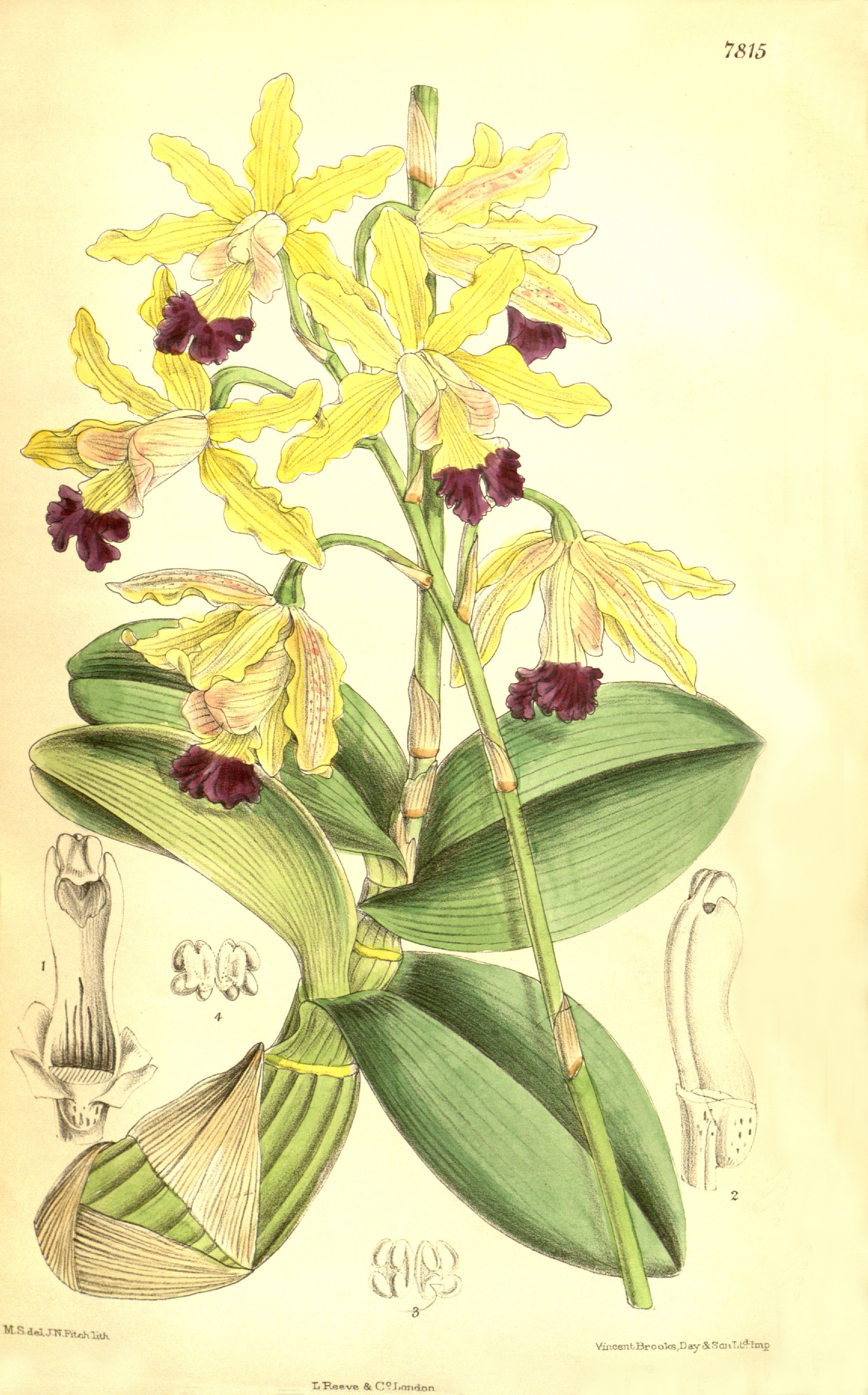
Myrmecophila thomsoniana

### Ibridi
Sono stati descritti i seguenti ibridi:
- Myrmecophila × laguna-guerrerae Carnevali, L.Ibarra & J.L.Tapia (M. brysiana × M. christinae)
- Myrmecophila × parkinsoniana (H.G.Jones) J.M.H.Shaw (M. thomsoniana × M. humboldtii)
- Myrmecophila × rechingeriana (H.G.Jones) J.M.H.Shaw (M. brysiana × M. tibicinis)